# Бундесрат
Бундесра́т (нем. Bundesrat, досл.: «федеральный совет») — орган представительства земель Германии. Бундесрат является органом федерального уровня, представляет интересы земель и действует наряду с Федеральным президентом, Бундестагом, Федеральным правительством, Федеральным верховным судом и Федеральным конституционным судом.
Состоит из членов земельных правительств, представляющих 16 земель Германии. Определение согласно Основному Закону ФРГ: представительство федеральных земель. Допустимо: представительство регионов на федеральном уровне. Обычно считается верхней палатой парламента, хотя формально не является таковой (согласно конституции в Германии однопалатный парламент — бундестаг) и представляет собой отдельный законодательный орган, де-факто выполняющий роль верхней палаты при принятии законов по определённому ряду вопросов. Основан 23 мая 1949 года. 

## Местонахождение
После учреждения в 1949 году и бундестаг, и бундесрат расположились в Доме федерации в Бонне — ранее, в 1948—1949 годах, в этом здании работал Парламентский совет, разработавший и принявший Основной закон ФРГ. После переезда бундесрата в Берлин 1 августа 2000 года в этом здании осталось представительство законодательного органа и несколько раз в год в нём проводят свои заседания отдельные комитеты бундесрата.
В Берлине бундесрат заседает в бывшем здании Верхней палаты Прусского ландтага на Лейпцигской улице.

## Формирование
Бундесрат формируется из представителей правительств земель (в случае с Бременом, Берлином и Гамбургом — из бургомистров и сенаторов). Направленные в бундесрат представители продолжают выполнять свои обязанности в земельных правительствах, фактически совмещая две должности. Хотя срок полномочий делегатов законодательно не ограничен, ротация представителей земель происходит на регулярной основе после выборов в соответствующий ландтаг.
При учреждении бундесрата в 1949 году каждая земля получила в новом представительном органе от 3 до 6 мест в зависимости от численности населения. Но после присоединения пяти новых земель бывшей ГДР баланс сил оказался бы неизбежно смещён в сторону маленьких земель. Чтобы сохранить определяющее значение четырёх самых крупных земель (обладая третью голосов, они могут заблокировать любую попытку внести изменения в конституцию), на основании Договора об объединении Германии были внесены изменения в пункт 2 статьи 51 Основного закона, ввиду чего в настоящее время места в бундесрате распределены следующим образом:
| Численность населения      | Земли                                                                                         | Количество мест в бундесрате |
| -------------------------- | --------------------------------------------------------------------------------------------- | ---------------------------- |
| До двух миллионов          | Бремен, Гамбург, Саар, Мекленбург-Передняя Померания                                          | 3                            |
| От двух до шести миллионов | Берлин, Бранденбург, Рейнланд-Пфальц, Саксония, Саксония-Анхальт, Шлезвиг-Гольштейн, Тюрингия | 4                            |
| От шести до семи миллионов | Гессен                                                                                        | 5                            |
| Свыше семи миллионов       | Бавария, Баден-Вюртемберг, Нижняя Саксония, Северный Рейн-Вестфалия                           | 6                            |

Делегация, как правило, возглавляется председателем правительства земли. Голоса одной земли могут подаваться только согласованно.
Члены бундесрата не получают денежного вознаграждения за исполнение своих обязанностей, однако им компенсируются служебные расходы: суточные и проезд.

## Председатель Бундесрата
Каждый год из числа премьер-министров земель выбирается новый председатель (Präsident des Bundesrates). 30 августа 1950 года в Кёнигштайне главы земельных правительств определили порядок ротации председательствующей земли: она меняется каждый год, начиная с самой населённой, в порядке убывания численности населения. Этот порядок неоднократно менялся — и в связи с колебанием численности населения земель, и после объединения Германии в 1990 году. В должность вновь избранный председатель вступает 1 ноября, а для его замещения Бундесрат избирает двух заместителей председателя (Vizepräsident).

## Постоянный совет
Постоянный совет (Ständige Beirat) включал в себя по одному представителю от каждой земли.

## Объединённый комитет
Полномочия Бундестага и Бундесрата в случае, если они могут собраться, осуществляет Объединённый комитет (Gemeinsamer Ausschuss), состоящий из 2/3 членов Бундестага и 1/3 членов Бундесрата.

## Секретариат Бундесрата
Материально-техническое обеспечение Бундесрата осуществляет его Секретариат (Sekretariat des Bundesrates), возглавляемый председателем бундесрата и включающий в себя:
- Отдел комитетов.
  - Канцелярии отдельных комитетов.
- Парламентский отдел (Parlamentsabteilung).
  - Канцелярия председателя Бундесрата (Präsidialbüro).
- Центральный отдел[7] (Zentralabteilung).

## Компетенция
Все рассматриваемые бундестагом законопроекты также направляются в бундесрат. Законопроект не может быть принят без одобрения бундесрата, если он касается вопросов налогообложения и бюджетной политики, территории и границ земель, организации власти на региональном уровне или других вопросов, отнесённых Основным законом к компетенции земель. Прочие законопроекты бундесрат может опротестовать, после чего законопроект должен быть повторно рассмотрен парламентом.

## Комитеты
В бундесрате на постоянной основе действуют 16 комитетов:
- комитет по аграрной политике и защите прав потребителей (нем. Ausschuss für Agrarpolitik und Verbraucherschutz);
- комитет по внутренним делам (нем. Ausschuss für Innere Angelegenheiten);
- комитет по делам Евросоюза (нем. Ausschuss für Fragen der Europäischen Union);
- комитет по делам женщин и молодёжи (нем. Ausschuss für Frauen und Jugend);
- комитет по градостроительству, управлению жилищно-коммунальным хозяйством и землеустройству (нем. Ausschuss für Städtebau, Wohnungswesen und Raumordnung);
- комитет по делам здравоохранения (нем. Gesundheitsausschuss);
- комитет по делам культуры (нем. Ausschuss für Kulturfragen);
- комитет по делам обороны (нем. Ausschuss für Verteidigung);
- комитет по окружающей среде, защите природы и безопасности атомных реакторов (нем. Ausschuss für Umwelt, Naturschutz und Reaktorsicherheit);
- комитет по делам семьи и пожилых граждан (нем. Ausschuss für Familie und Senioren);
- комитет по иностранным делам (нем. Ausschuss für Auswärtige Angelegenheiten);
- комитет по трудовой и социальной политике (нем. Ausschuss für Arbeit und Sozialpolitik);
- транспортный комитет (нем. Verkehrsausschuss);
- финансовый комитет (нем. Finanzausschuss);
- юридический комитет (нем. Rechtsausschuss);
- экономический комитет (нем. Wirtschaftsausschuss).

Все поступающие в бундесрат проекты документов должны сначала пройти через соответствующий комитет и только после одобрения им они выносятся на голосование на пленарном заседании всего бундесрата. При этом на внутреннем голосовании в комитете каждая земля имеет только один голос, а при равенстве голосов проект документа считается отклонённым.

## Коалиции
Из-за особенностей формирования бундесрата его партийный состав отражает расклад сил в ландтагах и, соответственно, в земельных правительствах.
| Коалиция                 | Земли                                          | Численность |
| ------------------------ | ---------------------------------------------- | ----------- |
| СДПГ-ХДС                 | Мекленбург-Передняя Померания, Нижняя Саксония | 9           |
| Зелёные-ХДС              | Баден-Вюртемберг                               | 6           |
| ХДС-СвДП                 | Северный Рейн-Вестфалия                        | 6           |
| ХСС-Свободные избиратели | Бавария                                        | 6           |
| ХДС-Зелёные              | Гессен                                         | 5           |
| Левая-СДПГ-Зелёные       | Тюрингия                                       | 4           |
| СДПГ-Зелёные-СвДП        | Рейнланд-Пфальц                                | 4           |
| СДПГ-Левая-Зелёные       | Берлин                                         | 4           |
| СДПГ-ХДС-Зелёные         | Бранденбург                                    | 4           |
| ХДС-Зелёные-СвДП         | Шлезвиг-Гольштейн                              | 4           |
| ХДС-Зелёные-СДПГ         | Саксония                                       | 4           |
| ХДС-СДПГ-СвДП            | Саксония-Анхальт                               | 4           |
| СДПГ-Зелёные             | Гамбург                                        | 3           |
| СДПГ-Зелёные-Левая       | Бремен                                         | 3           |
| ХДС-СДПГ                 | Саар                                           | 3           |